# Stazione di Varignana
A Stazione di Varignana vasútállomás Olaszországban, Castel San Pietro Terme településen található.

## Vasútvonalak
Az állomást az alábbi vasútvonalak érintik:
- Bologna–Ancona-vasútvonal

## Kapcsolódó állomások
A vasútállomáshoz az alábbi állomások vannak a legközelebb:
- Stazione di Castel San Pietro Terme
- Stazione di Ozzano dell’Emilia